# معهد دارمسترانج
معهد دارمسترانج أحد مدارس السحر الوارد ذكرها في سلسلة هاري بوتر للمؤلفة البريطانية ج. ك. رولنغ .
معهد دارمسترانج أو مدرسة دارمسترانج هي مدرسة لتعليم السحر ، مديرها إيجور كاركاروف . لايُقبل في صفوف هذه المدرسة أبناء العامة أبدا ً ، وللمدرسة شهره واسعة في تعليمها للسحر الأسود والاهتمام به .
يقع المعهد في قلعة في شمال أوروبا ، في منطقة باردة جداً ، لذلك يرتدي طلابه الفراء بصورة مستمرة .
الزي الرسمي للمعهد عبارة عن فراء وعباءات حمراء.

## طلابه
أحد أشهر طلاب المعهد هو فيكتور كرام ، لاعب الكويدتش البلغاري .
ويفضله مدير المدرسة إيجور كاركاروف على بقية طلابه.
عبر دراكو مالفوي عن رغبته في الالتحاق بهذه المدرسة لما توفره من اهتمام في تعليم السحر الأسود .